# Резолюция Совета Безопасности ООН 1058
Резолюция Совета Безопасности Организации Объединённых Наций 1058 (код — S/RES/1058), принятая 30 мая 1996 года, сославшись на предыдущие резолюции, включая резолюции 1027 (1995) и 1046 (1996), Совет продлил мандат Сил ООН по превентивному развертыванию (ЮНПРЕДЕП) в Македонии до 30 ноября 1996 года.
Миссия UNPREDEP играла важную роль в поддержании мира и стабильности в Македонии, и ситуация в области безопасности улучшилась. 8 апреля 1996 года Македония и Союзная Республика Югославия (Сербия и Черногория) подписали соглашение, и теперь обеим сторонам предстояло определить общую границу.
Все государства-члены были призваны положительно рассмотреть просьбы Генерального секретаря ООН об оказании помощи ЮНПРЕДЕП, обратившись к Генеральному секретарю с просьбой представить к 30 сентября 1996 года доклад о ситуации в стране, а также о силе и мандате ЮНПРЕДЕП.
Резолюция была принята 14 голосами, при одном воздержавшемся представителе — России.